# Penelope (Texas)
Penelope kisváros az USA Texas államában, Hill megyében. Lakosainak száma 180 fő (2020. április 1.).

## Népesség
A település népességének változása:
| Lakosok száma | 211  | 198  | 180  |
|               | 2000 | 2010 | 2020 |